# Hugo Krabbe
Hugo Krabbe (Leida, 3 febbraio 1857 – Leida, 4 febbraio 1936) è stato un giurista danese. Noto per la sua teoria della sovranità del diritto, è considerato un precursore di Hans Kelsen.

## Vita
Nato a Leida da un pastore riformato danese, Christiaan Krabbe, e da Maria Adriana Machteld Scholten, Hugo Krabbe frequentò il liceo Stedelijk a Leida, dove si diplomò nel 1874, e studiò diritto e scienze politiche all'università di Leida. Prima di intraprendere la carriera accademica prestò servizio come funzionario nell'amministrazione nel Gheldria e in Olanda settentrionale. Nel 1883 ottenne il dottorato in diritto con una tesi De burgerlijke staatsdienst in Nederland ("La pubblica amministrazione civile nei Paesi Bassi"). Nel 1888 divenne un dirigente del Ministero degli Interni e, sotto la direzione del ministro Tak van Poortvliet (liberali progressisti) ebbe un ruolo importante nella redazione di una proposta di riforma del sistema elettorale che, se approvata, avrebbe esteso il suffragio a tutta la popolazione maschile adulta. 
In parte grazie all'intercessione di Tak van Poortvliet, nel 1894 Krabbe fu nominato professore di diritto costituzionale e amministrativo all'università di Groninga, subentrando in cattedra a Jacques Oppenheim, che si era trasferito all'università di Leida. Accettò l'incarico con una lezione inaugurale del 2 febbraio 1894 De werkkring van den staat ("L'ufficio dello stato"). Quando Oppenheim fu nominato al Consiglio di Stato, Krabbe prese servizio all'università di Leida come suo successore. Il 4 marzo 1908 accettò la cattedra di diritto costituzionale e amministrativo con una lezione inaugurale De idee der persoonlijkheid in de staatsleer ("L'idea della personalità dello stato nella dottrina pubblicistica"). 
Krabbe rimase all'università di Leida insegnando diritto internazionale e diritto pubblico per il resto della sua carriera. Nel 1923-1924 fu rettore dell'università. Si ritirò nel 1927 con una lezione di congedo sul suo tema prediletto, Staat en recht ("Stato e diritto"): «il nocciolo del diritto costituzionale che ho insegnato per trentatré anni». Tre anni dopo il pensionamento, ancora pubblicò una Kritische Darstellung der Staatslehre ("Presentazione critica della dottrina dello Stato") ma presto si dimise dalla presidenza del "Vereeniging voor Wijsbegeerte des Rechts" (Società di filosofia del diritto), che aveva contribuito a fondare nel 1919. 
Krabbe fu il maestro di Roelof Kranenburg (1880-1956), importante costituzionalista e uomo politico olandese, e si dice che il suo lavoro abbia esercitato un'influenza su altri costituzionalisti e uomini politici di quel paese come Ernst van Raalte (1892-1975), Frederik Johan Albert Huart (1896-1935), Ivo Samkalden (1912-1995) e Johan Jozef Boasson. Un altro eminente studente di dottorato di Krabbe fu l'economista Gijsbert Weijer Jan Bruins.

## Dottrina
Negli anni precedenti alla prima guerra mondiale Krabbe sviluppò una teoria del diritto e dello stato destinata a sollevare molte controversie nel periodo interbellico. Alcune delle sue idee principali possono essere riassunte come segue:
- Lo stato è identico al suo diritto, e l'autorità dello stato non è altro che la forza vincolante delle sue leggi[12]. Il concetto di sovranità dello stato, centrale nella dottrina positivista dell'epoca, deve essere sostituito con l'idea di "sovranità del diritto" (rechtssouvereiniteit), che meglio esprime la natura oggettiva e impersonale dell'autorità di uno stato moderno.
- La normatività del diritto è fondata sulla "consapevolezza giuridica"[12][13][14] o "coscienza giuridica"[15] (rechtsbewustzijn, a volte in inglese tradotto anche come sense of right[16]) comune a tutta l'umanità. La coscienza giuridica è un sentimento normativo intrinseco alla psicologia umana, che spiega e giustifica la forza obbligatoria del diritto.
- La rechtsbewustzijn non è limitata al diritto statale. Anche il diritto internazionale, come ogni diritto, è il prodotto di una comune coscienza giuridica. Perciò diritto statale e diritto internazionale non possono essere nettamente distinti e contrapposti l'uno all'altro: la validità di entrambi in ultima analisi riposa sul medesimo fondamento, la rechtsbewustzijn.
- Il diritto internazionale non è necessariamente diritto interstatale, potendo obbligare direttamente gli individui con le sue norme. Non è necessario l'"adattamento" o la "trasformazione" del diritto internazionale in diritto statale. "Diritto internazionale" sarebbe anzi un «termine improprio» perché «sarebbe meglio [...] parlare di diritto sovranazionale, esprimendo l'idea che abbiamo a che fare con un diritto che regola una comunità di persone che riunisce molti stati e che corrispondentemente possiede una validità più alta di quella propria del diritto nazionale»[17]. Perciò secondo Krabbe il diritto internazionale deve essere considerato un sistema giuridico sovranazionale fondato su una coscienza giuridica universale[15].
- La pretesa di un paese di regolare i propri affari interni secondo le proprie regole è subordinata ai valori e agli interessi della comunità internazionale[18], e in ultima istanza è destinata a cedere per effetto della graduale ma inevitabile trasformazione della comunità politica in uno stato mondiale[19].

Ai tempi di Krabbe, la giuspubblicistica olandese era fortemente improntata dal positivismo giuridico proveniente sia dalla jurisprudence analitica inglese di John Austin, Westel W. Willoughby e altri, sia dalla Staatsrechtslehre tedesca di Carl Friedrich von Gerber, Paul Laband, Rudolf von Jhering e Georg Jellinek. Queste due correnti di filosofia del diritto condividevano l'idea che il fondamento ultimo del diritto giacesse nella volontà del sovrano o dello stato. Krabbe respinse tale idea e pose alla base della forza vincolate del diritto la nozione di coscienza giuridica dell'umanità. Sotto l'influenza delle teorie psicologiche di Gerardus Heymans, che fu suo amico personale e che lo aiutò a tradurre i suoi lavori in tedesco, Krabbe sviluppò una filosofia del diritto e dello stato naturalistica sulla base di un concetto di diritto psicologicamente e sociologicamente fondato. Relativamente vicina alle idee di Otto von Gierke, Hugo Preuss, Leon Duguit Léon Michoud e alle teorie del realismo giuridico scandinavo (Lundstedt, Hägerström, Olivecrona, Ross), l'opera di Krabbe esibisce uno spiccato orientamento normativo e un'enfasi sugli ideali cosmopolitici e progressisti, che ne fanno un caso esemplare di giusnaturalismo sociologicamente ispirato:
Nel 1906 Krabbe pubblicò in tedesco il suo libro seminale Die Lehre der Rechtssouveränität ("La dottrina della sovranità del diritto"), che all'epoca fu uno dei lavori più controversi della scienza giuridica olandese assieme al suo libro seguente De moderne staatsidee ("L'idea moderna dello stato"), pubblicato nel 1915 e presto tradotto in tedesco, francese e inglese. Il fatto che la traduzione di quest'ultimo libro in inglese sia stata intrapresa da due noti accademici americani – il filosofo della politica Georg H. Sabine e il professore di scienza politica Walter J. Shepard – e che i traduttori abbiano scritto un'introduzione al volume di ben ottanta pagine, dimostra il riconoscimento internazionale di Krabbe, la sua attualità all'epoca e l'importanza del suo contributo ai valori dell'internazionalismo liberale, nel periodo interbellico spesso associati al wilsonismo. Alla dottrina della sovranità dello stato Krabbe contrappose la nozione di sovranità del diritto, che egli vedeva come una conquista evolutiva dello stato moderno e che ricollegava al processo storico verso il "diritto sovranazionale" e verso un sistema giuridico globale integrato (cioè, al cosmopolitismo al monismo internazionalista). Queste idee furono spesso accolte con incredulità dai giuristi dell'epoca; Roelof Kranenburg, leale allievo di Krabbe, scrisse che Krabbe aveva in sé «tanto del profeta quanto del professore». 
L'identificazione di stato e diritto, e l'idea che il diritto statale e il diritto internazionale sono integrati in un unico sistema, furono accolte negli anni venti da Hans Kelsen – autorevole giuspubblicista austriaco, tra i massimi filosofi del diritto del Novecento – che riconobbe il debito nei confronti di Krabbe e lodò il suo lavoro come «magistrale critica della dottrina tedesca del diritto pubblico». Come notò Carl Schmitt, tuttavia, Krabbe non condivideva le premesse epistemologiche e metodologiche neokantiane di Kelsen, essendo invece impegnato in una ricerca sociologica sulle caratteristiche distintive dello stato moderno, nel quale «noi non viviamo ormai più sotto la signoria di persone, siano esse naturali o costruite (persone giuridiche), ma sotto la signoria di norme, di forze spirituali. In ciò si manifesta l’idea moderna di Stato». Krabbe, a differenza di Kelsen, concepiva la sovranità del diritto e l'identità di stato e diritto come conquiste storicamente determinatesi, anziché come necessario presupposto trascendentale della conoscenza giuridica.

## Scritti di Hugo Krabbe

### Libri
- (NL) De burgerlijke staatsdienst in Nederland, Leiden, S. C. van Doesburgh, 1883.
- (NL) De strafwetgevende bevoegdheid der Gemeentebesturen, toegelicht met het oog op de invoering van het nieuwe Strafwetboek, Haarlem, Mul & Vonk, 1886.
- (NL) Administratieve rechtspraak, Groningen, Wolters, 1901.
- (DE) Die Lehre der Rechtssouveranitat: Beitrag zur Staatslehre, Groningen, Wolters, 1906.
- (NL) De moderne staatsidee, 's-Gravenhage, Martinus Nijhoff, 1915.
  - (DE) Die moderne Staatsidee[collegamento interrotto], 2ª ed., Haag, Martinus Nijhoff, 1919.
  - (EN) The modern idea of the state, traduzione di G.H. Sabine e W.J. Shepard, The Hague, Nijhoff, 1922.
  - (FR) L’idée moderne de l’État, in Collected Courses of the Hague Academy of International Law, vol. 13, n. 3, 1926, DOI:10.1163/1875-8096_pplrdc_A9789028605022_04.
  -  L'idea moderna dello Stato, Aracne, 2006, ISBN 978-88-7999-277-0.
- (NL) Het rechtsgezag. Verdediging en toelichting, 's-Gravenhage, Martinus Nijhoff, 1917.
- (DE) Kritische Darstellung der Staatslehre, Haag, Martinus Nijhoff, 1930.

### Saggi e lezioni
- (NL) De werkkring van den staat: redevoering bij de aanvaarding van het hoogleeraarambt aan de Rijks-Universiteit te Groningen, den 10 februari 1891 uitgesproken, Groningen, Wolters, 1894.
- (NL) Constitutioneele monarchie, in De Gids, vol. 64, 1900,  pp. 199-237.
- (NL) Kiesrecht, in De Gids, vol. 68, 1904,  pp. 222-254.
- (NL) De heerschappij der grondwet, in De Gids, vol. 70, 1906,  pp. 371-407.
- (NL) De idee der persoonlijkheid in de staatsleer: redevoering bij de aanvaarding van het hoogleeraarsambt aan de rijks-universiteit te Leiden, den 4 Maart 1908 uitgesproken, Groningen, Wolters, 1908.
- (NL) De eerste kamer, in De Gids, vol. 74, 1910,  pp. 48-89.
- (NL) [Vierde deel]Grondwetsherziening, in De Gids, vol. 76, 1912,  pp. 1-27.
- (NL) Het recht tot den oorlog, in De Gids, vol. 79, 1915,  pp. 311-346.
- (NL) Compromis of capitulatie, in De Gids, vol. 80, 1916,  pp. 205-214.
- (NL) Oud en modern staatsrecht, in De Gids, vol. 84, 1920,  pp. 427-456.
- (NL) De innerlijke waarde der wet: rectorale oratie, 's Gravenhage, Nijhoff, 1924.
- (NL) Staat en recht, in De Gids, vol. 91, 1927,  pp. 407-418.
- (NL) Natuurrecht: rede gehouden voor de vergadering van 23 Januari 1926, Groningen, Vereeniging voor Wijsbegeerte des Rechts, 1929.

### Liber amicorum
- (NL) Staatsrechtelijke opstellen: uitgegeven ter gelegenheid van het aftreden van Prof. H. Krabbe als hoogleeraar aan de Rijks Universiteit te Leiden, in Handelingen van de Vereeniging voor Wijsbegeerte des Rechts, vol. 12, Groningen, Vereeniging voor Wijsbegeerte des Rechts, 1927.